# Jürgen Rätzmann
Jürgen Rätzmann (* 25. Oktober 1927 in Hamburg; † 3. November 2013 in Uelzen) war ein deutscher Politiker (CDU) und Mitglied des Niedersächsischen Landtages.

## Leben
Jürgen Rätzmann besuchte die Volksschule und anschließend die Oberschule. Im Zweiten Weltkrieg wurde er im Jahr 1943 Luftwaffenhelfer, im Folgejahr leistete er Reichsarbeitsdienst, 1945 schließlich war er Mitglied der Wehrmacht und geriet in belgische Kriegsgefangenschaft. Nach Ende des Krieges absolvierte er eine landwirtschaftliche Lehre, wurde Landwirtschaftsmeister und Agraringenieur und widmete sich als selbstständiger Landwirt seinem Ackerbaubetrieb (120 ha, teils gepachtete Flächen). Rätzmann engagierte sich in diversen landwirtschaftlichen Organisationen und Unternehmen. In der Kurgesellschaft Bevensen wurde er Stellvertreter des Vorsitzenden, in der Kreissparkasse Uelzen war er als Mitglied im Verwaltungsrat. Er amtierte als Bürgermeister in der Gemeinde Sasendorf bis 1972, danach wurde er Bürgermeister der ehemaligen Samtgemeinde Bevensen und in der Stadt Bad Bevensen Ratsmitglied. Im Landkreis Uelzen wurde er im Jahr 1968 Kreistagsmitglied, ab 1970 wirkte er auch im Kreisausschuss mit. Zudem wurde er dort 1976 auch stellvertretender Landrat.
Vom 21. Juni 1978 bis 20. Juni 1982 war er Mitglied des Niedersächsischen Landtages (9. Wahlperiode).
Er war verheiratet und Vater von drei Kindern.